# منظر پریده‌رنگ تپه‌ها
منظر پریده‌رنگ تپه‌ها (انگلیسی: A Pale View of Hills) عنوانِ کتابی است نوشتهٔ کازو ایشی‌گورو که در سال ۱۹۸۲ منتشر شده است.
این کتاب را نخستین بار در ایران انتشارات نیلا در سال ۱۳۸۰ با ترجمهٔ امیر امجد منتشر کرده است.